# Caméra haute vitesse
Pour les articles homonymes, voir Caméra (homonymie).
Une caméra haute vitesse est un appareil utilisé pour enregistrer des objets se déplaçant rapidement. Après enregistrement, les images présentes sur la caméra peuvent être rejouées au ralenti. Les premières caméras haute vitesse utilisaient des films pour enregistrer en haute vitesse, elles sont dorénavant entièrement électroniques et utilisent des capteurs photographiques (CCD ou CMOS), enregistrant près de 1000 images par seconde en DRAM. Elles sont utilisées pour l'étude des phénomènes en haute vitesse. Une caméra haute vitesse peut être soit une caméra qui enregistre des films, soit une caméra qui enregistre rapidement une succession d'images ou encore une vidéo en haute vitesse enregistrée en mémoire numérique.
Un film normal enregistre 24 images par seconde, alors que la télévision utilise 25 images/s (PAL) ou 29,97 images/s (NTSC. Les caméras filmant en haute vitesse peuvent diffuser un quart de millions d'images par seconde en envoyant le film autour d'un prisme rotatif ou un miroir au lieu d'un obturateur, réduisant ainsi le besoin d'arrêter et de recommencer ce qui déchirerait le film. L'usage de cette technique peut étirer une seconde d'enregistrement en plus de dix minutes de film (super slow motion). Les caméras haute vitesse ont des usages scientifiques,, militaires (test et évaluation) et industriels. Les usages industriels concernent notamment l'enregistrement d'une chaîne de fabrication pour ajuster précisément les machines, ou dans l'industrie automobile, l'enregistrement des crash tests pour mieux décrire l'accident et la façon dont l'automobile et les passagers réagissent à celui-ci.
Les programmes télévisés MythBusters et Time Warp (en) utilisent souvent des caméras haute vitesse pour présenter leurs test au ralenti. Enregistrer des vidéos en haute-vitesse peut consommer beaucoup d'espace disque (espace de stockage). En effet, les caméras tout public actuelles ont une résolution allant jusqu'à 4 mégapixels avec une vitesse d'enregistrement de 1000 images par seconde, ce qui signifie qu'en une seconde, un utilisateur aura 11 gigabits d'images. En dépit de l'avancement technologique des caméras, les systèmes d'enregistrement utilisent encore les technologies informatiques standards. La caméra la plus rapide peut prendre jusqu'à 4,4 billion d'images par seconde.
Un des problèmes des caméras haute vitesse est le besoin d'une bonne exposition pour l'enregistrement. Les films monochromatiques (noir et blanc) sont parfois utilisés pour réduire la luminosité nécessaire.